# Кадирова Каромат Заїдівна
Каромат Заїдівна Кадирова (19 грудня 1947, село Бірлашган, тепер Заамінського району Джиззацької області, Узбекистан) — радянська узбецька діячка, директор середньої школи № 26 Заамінського району Джиззацької області Узбецької РСР. Член ЦК КПРС у 1990—1991 роках.

## Життєпис
У 1970 році закінчила Сирдар'їнський державний педагогічний інститут Узбецької РСР.
У 1970—1983 роках — вчителька, завідувач навчальної частини середньої школи № 1 Заамінського району Джиззацької області Узбецької РСР.
Член КПРС з 1978 року.
У 1983—1986 роках — вчителька, з 1986 року — директор середньої школи № 26 Заамінського району Джиззацької області Узбецької РСР.
Подальша доля невідома.